# Urban VII.
Papež Urban VII. (rodným jménem Giovanni Battista Castagna, 4. srpna 1521 – 27. září 1590) byl papežem v září 1590. Narodil se v Římě, ale po rodičích byl Janovan. 15. září 1590 byl vybrán jako nástupce Sixta V., ale zemřel 27. září 1590 na malárii, ještě před intronizací. Byl známý jako jeden z 10 papežů vládnoucích nejkratší dobu v historii, záleží na tom, zda je Štěpán II. považován za skutečného papeže (není za něj katolickou církví považován od roku 1961, neboť nestihl přijmout biskupské svěcení).
Předtím byl guvernérem Bologni, arcibiskupem v Rossanu a poté po mnoho let nunciem ve Španělsku. Jeho zvolení bylo prosazováno španělskými kardinály.
Velice krátké působení Urbana VII. v jeho úřadě dalo vzniknout světově prvnímu známému zákazu kouření: pohrozil exkomunikací každému, kdo bude užívat tabáku v kostelním přístřešku či v kostele, jakýmkoliv způsobem, zda žvýkat, kouřit z dýmky či šňupat prášek nosem.